# Kardinaal-protodiaken

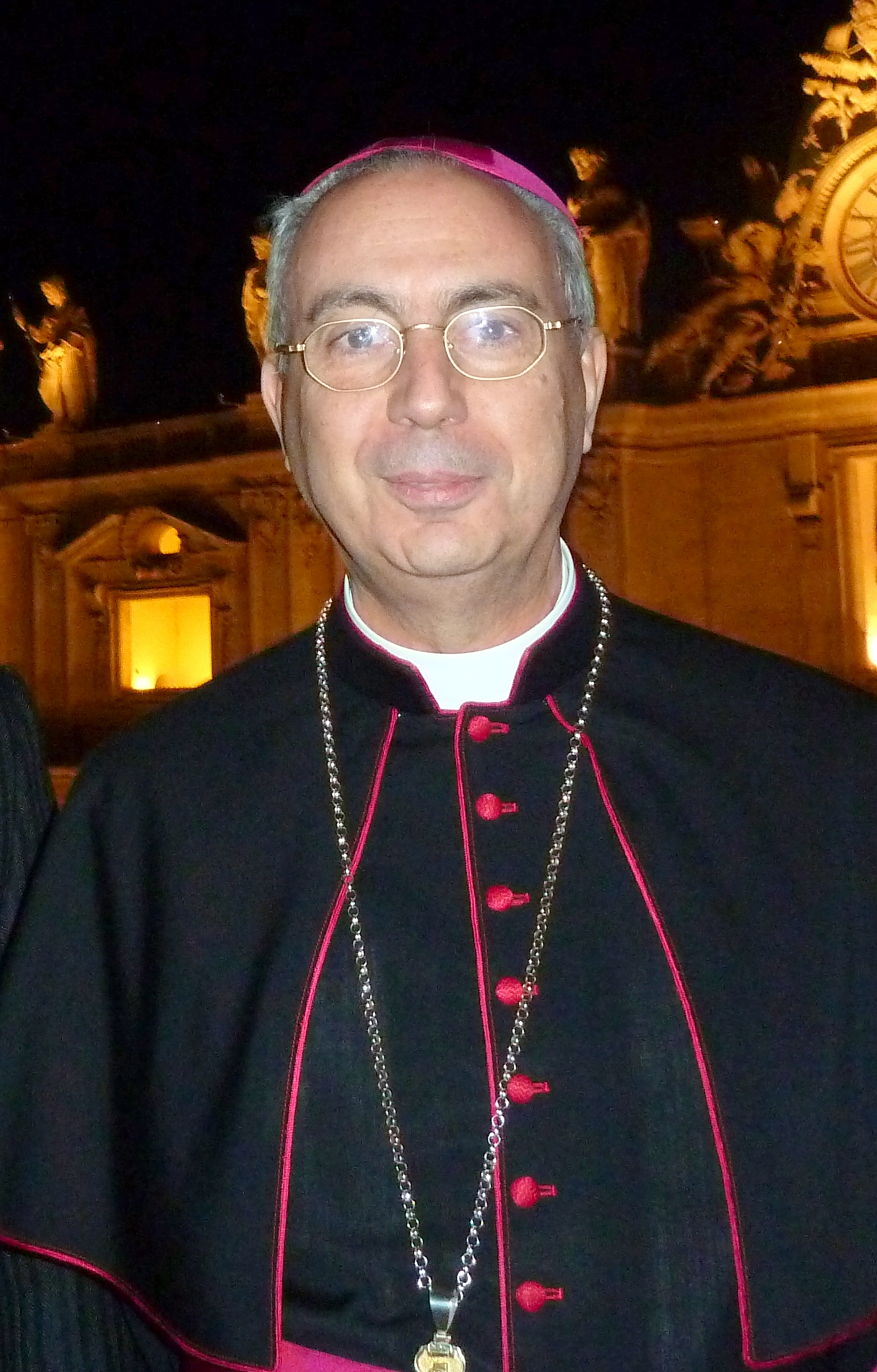
Dominique Mamberti, de huidige kardinaal-protodiaken

De kardinaal-protodiaken is de kardinaal met de langste staat van dienst binnen de orde van kardinaal-diakens. Na afloop van een conclaaf, zodra er witte rook uit de schoorsteen van de Sixtijnse Kapel is opgestegen, maakt hij de verkiezing van de naam van de nieuwe paus bekend vanaf de buitenloggia van de Sint-Pietersbasiliek in Vaticaanstad. Hierna verschijnt de nieuwe paus zelf op het balkon om het Urbi et orbi uit te spreken. 
Bij de daaropvolgende pauskroning was het de kardinaal-protodiaken die de paus het pallium oplegde en hem kroonde met de tiara; sinds de ambtsaanvaarding van paus Johannes Paulus I in 1978 wordt de kroning niet meer uitgevoerd.
Indien de kardinaal-protodiaken niet in staat is de bij het ambt behorende rituelen uit te voeren - bijvoorbeeld door ziekte - dan wordt zijn taak (veelal) waargenomen door de op een na langstzittende kardinaal-diaken. Deze procedure wordt ook gevolgd, wanneer de protodiaken zelf tot paus gekozen wordt, wat in de geschiedenis vijf maal is voorgekomen, namelijk in
- 1277: Giovanni Gaetano Orsini, gekozen tot paus Nicolaas III
- 1285: Giacomo Savelli, gekozen tot paus Honorius IV
- 1370: Pierre Roger de Beaufort, gekozen tot paus Gregorius XI
- 1503: Francesco Todeschini-Piccolomini, gekozen tot paus Pius III
- 1513: Giovanni de' Medici, gekozen tot paus Leo X

De huidige kardinaal-protodiaken is Dominique Mamberti.

## Lijst van Kardinaal-protodiakens tijdens de conclaven vanaf de 20e eeuw
| Van              | Tot              | Naam                          | Gekozen paus(en)                               | Conclaaf van      |
| ---------------- | ---------------- | ----------------------------- | ---------------------------------------------- | ----------------- |
| 11 juli 1899     | 29 maart 1907    | Luigi Macchi                  | paus Pius X                                    | 1903              |
| 29 maart 1907    | 5 november 1916  | Francesco Salesio della Volpe | paus Benedictus XV                             | 1914              |
| 5 november 1916  | 17 december 1928 | Gaetano Bisleti               | paus Pius XI                                   | 1922              |
| 16 december 1935 | 12 november 1946 | Camillo Caccia Dominioni      | paus Pius XII                                  | 1939              |
| 12 november 1946 | 3 augustus 1961  | Nicola Canali                 | paus Johannes XXIII                            | 1958              |
| 3 augustus 1961  | 26 juni 1967     | Alfredo Ottaviani             | paus Paulus VI                                 | 1963              |
| 5 maart 1973     | 30 juni 1979     | Pericle Felici                | paus Johannes Paulus I paus Johannes Paulus II | aug 1978 okt 1978 |
| 24 februari 2005 | 23 februari 2007 | Jorge Medina Estévez          | paus Benedictus XVI                            | 2005              |
| 21 februari 2011 | 12 juni 2014     | Jean-Louis Tauran             | paus Franciscus                                | 2013              |
| 28 oktober 2024  |                  | Dominique Mamberti            | paus Leo XIV                                   | 2025              |